# Arcidens confragosus
Arcidens confragosus är en musselart som först beskrevs av Thomas Say 1829.  Arcidens confragosus ingår i släktet Arcidens och familjen målarmusslor. IUCN kategoriserar arten globalt som livskraftig. Inga underarter finns listade i Catalogue of Life.